# Robert John Soreng
Robert John Soreng (Evanston (Illinois), 1952 ) es un botánico y destacado agrostólogo estadounidense.

## Biografía
En 1978 obtuvo una licenciatura en la Universidad Estatal de Oregón. En 1980 obtuvo una maestría en la Universidad Estatal de Nuevo México. En 1986 ganó allí un Doctorado.
Trabaja en el Museo Nacional de Historia Natural de los Estados Unidos. Estudia la familia de las gramíneas ( Poaceae ). Se especializa en la subfamilia Pooideae , sobre todo en la hierba de prado (Poa). Examina la taxonomía, la biogeografía, la biología molecular y la reproducción de pradera de césped. Llevó a cabo estudios de campo e investigaciones en el herbario. También se especializa en la nomenclatura botánica de los pastos y lleva al Jardín botánico de Misuri los datos sobre las gramíneas en TROPICOS. Colabora con científicos como Gerrit Davidse y Lynn J. Gillespie.
Es coautor de unos ochenta nombres botánicos. Él es coautor de artículos en revistas científicas, como American Journal of Botany, Anales del Jardín Botánico de Misuri, Kew Bulletin, Novon, Systematic Botany, Proceedings of the National Academy of Sciences, Phytologia en Willdenowia. Está involucrado en los proyectos de Flora of China, Flora of North America y Catalogue of New World Grasses.
Ha realizado exploraciones botánicas en Australia, Bolivia, Canadá, China, Ecuador, EE. UU., España, Francia, Grecia, Italia, México, Rusia y Turquía.
Es miembro de la Sociedad Estadounidense de Taxónomos Vegetales y la Sociedad Botánica de Washington, de la que fue presidente en 2002.

## Algunas publicaciones
- beata Paszko, robert j. Soreng. 2013. Species delimitation and name application in Deyeuxia abnormis, Agrostis zenkeri, A. pleiophylla and related taxa (Poaceae: Agrostidinae). Phytotaxa, 111 (1): 1-26

- r.j. Soreng, j.i. Davis. 1998. «Phylogenetics and character evolution in the grass family (Poaceae): simultaneous analysis of morphological and chloroplast DNA restriction site character sets». Bot. Rev. (64): pp. 1-85

### Libros
- r.j. Soreng, p.m. Peterson. 2012. Revision of Poa L. (Poaceae, Pooideae, Poeae, Poinae) in Mexico: new records, re-evaluation of P. ruprechtii, and two new species, P. palmeri and P. wendtii. Ed. PenSoft Publishers LTD, 104 pp. ISBN 9546426466, ISBN 9789546426468 en línea

- ---------------, -----------------, gerrit Davidse, emmet j. Judziewicz, fernando o. Zuloaga, tarciso s. Filgueiras, osvaldo Morrone. 2003. Catalogue of New World Grasses (Poaceae) : IV. Subfamily Pooideae. Vol. 48 of Contributions from the United States National Herbarium. Ed. National Museum of natural history. 729 pp.

## Membresías
- International Association of Plant Taxonomists
- American Society of Plant Taxonomists
- American Institute of Biological Sciences
- Botanical Society of America
- Iowa Academy of Science
- Nature Conservancy

## Abreviatura
- La abreviatura «Soreng» se emplea para indicar a Robert John Soreng como autoridad en la descripción y clasificación científica de los vegetales.[4]